# Medalha Pierre de Coubertin
Medalha Pierre de Coubertin é uma honraria esportiva–humanitária concedida pelo Comitê Olímpico Internacional a atletas e pessoas envolvidas com o esporte que demonstrem alto grau de esportividade e espírito olímpico durante a disputa dos Jogos. Ela tem o seu nome em homenagem ao criador dos Jogos Olímpicos modernos, Barão Pierre de Coubertin.
Diferente das medalhas de ouro, prata e bronze, esta medalha - que é toda feita de ouro - não tem relação com o desempenho técnico do competidor, mas com suas qualidades morais e éticas e a demonstração do mais puro espírito esportivo em situações difíceis ou inusitadas acontecidas durante as disputas.
Por este motivo, a medalha é considerada pelo COI como sua mais alta honraria, tendo sido outorgada até hoje apenas a poucas personalidades ligadas ao COI e ao espírito olímpico e a alguns atletas que participaram das Olimpíadas. Três dos agraciados foram condecorados post mortem: o tcheco Emil Zatopek, o alemão Luz Long, e o canadense Richard Garneau.

## Lista dos honrados
| Premiado                   | País            | Evento | Concedida                               | Local                  |
| -------------------------- | --------------- | --- | --------------------------------------- | ---------------------- |
| Eugenio Monti              | Itália          | Innsbruck 1964 | 1964                                    | Innsbruck, Áustria     |
| Luz Long                   | Alemanha        | Berlim 1936 | 1964 a título póstumo                   | Berlim, Alemanha       |
| Franz Jonas                | Áustria         | conjunto da obra em prol do olimpismo como presidente da Áustria e patrono do Comitê Olímpico Austríaco                                                                                    | julho de 1969                           | –                      |
| Karl Heinz Klee            | Áustria         | Innsbruck 1976 | fevereiro de 1977                       | Innsbruck, Áustria     |
| Lawrence Lemieux           | Canadá          | Seul 1988 | setembro de 1988                        | Seul, Coreia do Sul    |
| Raymond Gafner             | Suíça           | conjunto da obra em prol do olimpismo | 1999                                    | –                      |
| Emil Zatopek               | República Checa | conjunto da carreira | 6 de dezembro de 2000 a título póstumo  | Helsinque, Finlândia   |
| Spencer Eccles             | Estados Unidos  | Salt Lake City 2002 | fevereiro de 2002                       | Salt Lake City, EUA    |
| Tana Umaga                 | Nova Zelândia   | 2003 Rugby Test Match | junho de 2003                           | Cardiff, País de Gales |
| Vanderlei Cordeiro de Lima | Brasil          | Atenas 2004 | 29 de agosto de 2004                    | Atenas, Grécia         |
| Elena Novikova-Belova      | Bielorrússia    | conjunto da obra em prol do olimpismo | 17 de maio de 2007                      | Minsk, Bielorrússia    |
| Shaul Ladany               | Israel          | conjunto da obra em prol do olimpismo | 11 de setembro de 2007                  |                        |
| Petar Cupać                | Croácia         | Pequim 2008 | 18 de novembro de 2008                  | Pequim, China          |
| Ivan Bulaja                | Croácia         | Pequim 2008 | 18 de novembro de 2008                  | Pequim, China          |
| Pavle Kostov               | Croácia         | Pequim 2008 | 18 de novembro de 2008                  | Pequim, China          |
| Ronald Harvey              | Austrália       | conjunto da obra em prol do olimpismo | abril de 2009                           |                        |
| Richard Garneau            | Canadá          | Sochi 2014 | 6 de fevereiro de 2014 a título póstumo | Sochi, Rússia          |
| Michael Hwang              | Singapura       | Incheon 2014 | 14 de outubro de 2014                   | Incheon, Coreia do Sul |
| Eduard von Falz-Fein       | Liechtenstein   | conjunto da obra em prol do olimpismo | 17 de fevereiro de 2017                 | Vaduz, Liechtenstein   |
| Lv Junjie                  | China           | obra artística de alta qualidade em prol do olimpismo | 16 de janeiro de 2018                   | Lausanne, Suíça        |
| Han Meilin                 | China           | pela criação das bonecas "fuwa", mascotes de Pequim 2008. Educador ex-perseguido pela Revolução Cultural de Mao Zedong, já recebeu anteriormente o título de Artista Para a Paz da UNESCO. | 24 de abril de 2018                     | Lausanne, Suíça        |

- Luz Long aconselhou o seu rival Jesse Owens nas semifinais do salto em distância, evitando que este fizesse um terceiro salto nulo e fosse eliminado. Há de se destacar que o estadunidense Owens era negro, e aqueles Jogos se celebravam na Alemanha Nazista, país de Long.[1]
- Emil Zátopek recebeu a medalha em reconhecimento por sua carreira desportiva, único vencedor dos 5.000 m, 10.000 m e da maratona numa mesma Olimpíada.[1]
- Depois de inteirar-se de que os seus rivais britânicos tinham rompido um parafuso de seu trenó de bobsled, Eugenio Monti lhes emprestou o seu. Enquanto os ingleses ganharam a medalha de ouro, o italiano teve de contentar-se com a de bronze.[3]
- Apesar de ter possibilidades de ganhar medalha, estando em segundo lugar na sua classe Finn durante a regata, Lawrence Lemieux preferiu parar e ajudar a dois velejadores que tinham caído ao mar durante uma tormenta na competição da classe 470 e o barco deles tinha emborcado.[1]
- Raymond Gafner recebeu a medalha em reconhecimento ao seu trabalho em prol do espírito olímpico. Foi um dos fundadores e idealizadores do Museu Olímpico.[4]
- Durante uma partida de rugby contra a seleção de Gales, Tana Umaga deteve-se a prestar primeiros auxílios ao rival Colin Charvis, que se engasgava com o próprio protetor bucal depois de receber um golpe de um neozelandês.
- Spencer Eccles recebeu a medalha em reconhecimento por seu trabalho a favor dos Jogos Olímpicos de Salt Lake City 2002.
- Durante a prova de maratona, a menos de 7 km para o final e quando ia em primeiro lugar, Vanderlei de Lima foi atacado pelo ex-sacerdote irlandês Cornelius Horan. Mesmo após a interrupção, Vanderlei continuou na prova e chegou em terceiro lugar ficando com o bronze. Em nenhum momento reivindicou a medalha de ouro por ter sido atacado durante a prova.[1]

## Citações
| “ | “Nash não venceu porque eu dei a ele meu trenó. Ele venceu porque foi o mais rápido.” | ” |

— Eugenio Monti, quando entrevistado depois de dar seu próprio bobsled aos seus concorrentes, na prova pela qual a equipe britânica acabou vencendo utilizando trenó italiano, nos Jogos Olímpicos de Inverno em 1964. Monti foi premiado com a medalha Pierre de Coubertin por sua esportividade.
| “ | “Foi preciso muita coragem para ele ter sido meu amigo na frente de Hitler ... Você pode derreter todas as medalhas e taças que tenho, e que não seria um revestimento suficiente sobre a amizade que eu senti por Luz Long naquele momento." | ” |

— Jesse Owens depois de ser auxiliado por seu concorrente, Luz Long, nos Jogos Olímpicos de Verão de 1936. Long recebeu postumamente a medalha por sua desportividade.
| “ | "Eu não poderia ficar com a medalha do Emanuel. Como todos estão dizendo, o meu bronze é de ouro". | ” |

— Vanderlei Cordeiro de Lima, em 1° de Julho de 2005, depois que o jogador de Vôlei de Praia masculino, Emanuel Rego, que venceu a medalha de ouro nos Jogos Olímpicos de Atenas, em 2004, disse que daria sua medalha de ouro a Vanderlei de Lima na televisão.